# Epacrophis
Epacrophis es un género de serpientes de la familia Leptotyphlopidae. Las especies de este género se distribuyen por Kenia  y Somalia.

## Especies
Se reconocen las siguientes tres especies:
- Epacrophis boulengeri (Boettger, 1913) - Isla de Lamu e isla Manda en Kenia.
- Epacrophis drewesi (Wallach, 1996) - Kenia.
- Epacrophis reticulatus (Boulenger, 1906) - Noroeste de Somalia.